# 民主派 (澳門)
民主派（葡萄牙語：Campo pró-democracia），又稱泛民主派（Campo pan-democrático；Pan-democracy camp）、自由開放陣營，泛指支持澳門推行民主的政治人物、組織及部分政團，是澳門的政治勢力之一。中國大陸媒體稱呼民主派團體時則加上引號；对应地，部分民主派支持者及對建制派不滿的人士則稱建制派人士為「保皇黨」。

## 歷史
自一二·三事件後，親中共社團控制了澳門的華人主流社會，使民主派在幾十年來未能在澳門社會佔有主流的地位。到八十年代，澳門面臨民生問題與九九回歸問題。同時新興思潮不斷衝擊澳門，部分人開始組織新興的社團。自1980年代起，澳門出現了一些推廣民主思想的組織，例如天主教澳門教區青年牧民中心，通過《活流》季刊和公開研討會，關注社會政治問題。澳門促進學會，邀請如方勵之等民主人士演講，發表民主相關意見。公民權益協會：從立法會直選活動中發展，積極評論民主議題。此外，澳門社會科學學會等組織也在傳播民主思想上有所貢獻。
在1984年第三屆立法會選舉中，新興勢力崛起並贏得了議席，何思謙以「澳門友誼繁榮協進會」名義參選直選組別，並取得了一個議席，打破了土生葡人和親中人士以「聯合提名委員會」的名義在議會的壟斷。1988年選舉，友谊协进会何思谦、汪长南和梁金泉当选，佔直選議席的一半。今天的澳門華人中的民主派由早期的「民生派」發端，並在六四事件後自「愛國愛澳」團體出走而產生，同時，何思謙陣營一舉當選三席，亦促使澳葡當局修改選舉辦法，將使用的比例代表制漢狄化作出改良，杜絕同一候選名單取得三席，此制度實行至今。
有香港刊物評論儘管澳門當時在政治制度上擁有比中國大陸更高的民主化程度，而且立法會的直選議席比例也比香港略高，但澳門人對民主的訴求卻異常低調。文章認為澳門民主化運動受制的因素包括：知識分子通常是民主運動的先驅，但在澳門，知識分子的影響力有限。澳門只有一所尚未完善的大學東亞大學，大學生和教師在民主運動中的角色不如香港或大陸顯著；華人與土生葡人之間的歷史積怨導致兩者在民主訴求上難以聯合。土生葡人曾於1980年提出提高立法會直選議席比例至66.67%的修訂案，但因缺乏華人支持而失敗。而華人傾向不投票或不選葡人候選人，這種族群分歧削弱了民主運動的凝聚力；澳門社會亦更關注民生問題，而非政治改革。自1979年大陸新移民湧入後，澳門低收入人口比例迅速增加，貧困問題突出。教育、身份證明、勞工權益、居住環境等民生議題成為居民的主要關切，民主訴求因此被擠壓到次要地位。1988年立法會直選中，關注民生的獨立派候選人勝出，而強調民主的候選人則落敗；澳門政府存在行政效率低下、官僚主義和貪腐問題。中文合法化和公務員本地化的進程緩慢，政府資訊主要以葡文為媒介，導致政府與居民溝通不暢，限制了民主思想的傳播；中葡雙方對澳門民主化的立場不感興趣，葡萄牙擔心增加直選議席或行政機關民主化可能削弱其在過渡期的管治權力。

### 紀念六四事件被打壓

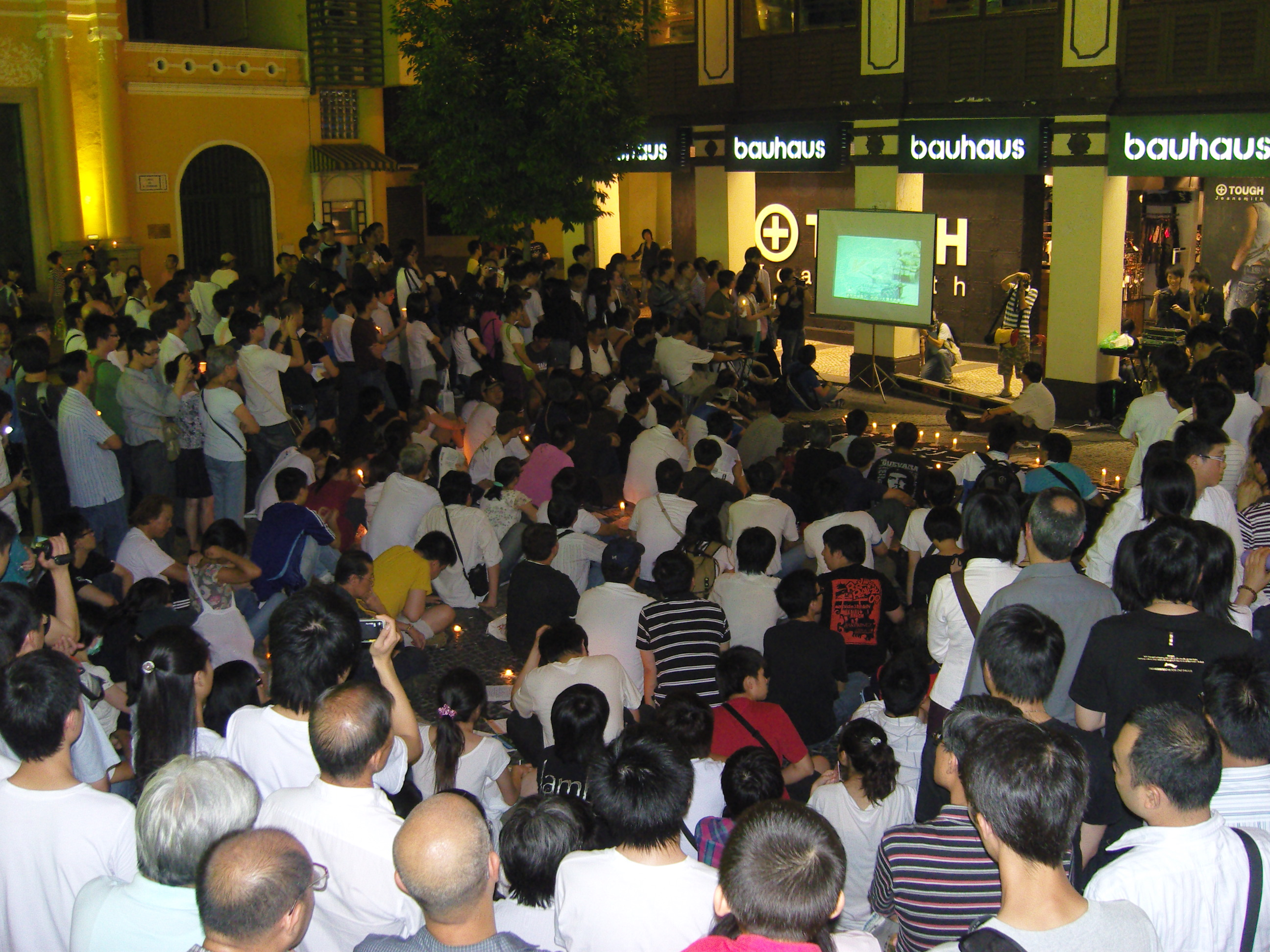
2009年六四燭光晚會

1989年，中國大陸發生八九民運，澳門有多個團體發起遊行、籌款和收集簽名和絕食以聲援北京學運，當中包括最早回應民運的組織為「東大學生關注北京學運小組」，以及由民主派人士區錦新、吳國昌以及數十位人士組成的論政團體「民主沙龍」。六四事件發生後，澳門各界發動大規模示威遊行，其中有十多萬至二十萬人參與，佔當時澳門人口的一半，是澳門歷史上規模最大的遊行，「民主沙龍」後來改組為「聲援中國學運聯委會」，其後再易名為澳門民主發展聯委會（簡稱民聯會）至今。
六四事件過後，兩個高調爭取平反「六四」的組織被暴力襲擊，當中「東大學生關注北京學運小組」在負責人聶國瑞（後來曾任香港亞洲電視駐澳門記者）遭人以玻璃瓶襲擊頭部後宣佈解散，而民聯會的成員則因職業威脅、家庭壓力、經濟封鎖和暴力襲擊而四散，當時任職中國銀行經理的吳國昌受壓辭職，在青洲小學任教的區錦新也被解僱，後來更被人用木棍扑頭，民聯會除了區錦新和吳國昌以外的成員大多離去。後來二人先後從政，透過直接選舉進入立法會，直到現在兩人仍然堅持舉辦六四悼念集會。
在1990年代針對民主派的打壓行動中，有部分堅持平反「六四」和抗議警方濫權的人被清算，由於澳門當時親共勢力已控制澳門社會，故可輕易而舉地打壓反對者，被打壓人士的處境有突然失業、做生意的突然被斷供貨、舖位被收回、銀行戶口被凍結，同時面對著暴力威脅，有被暴力襲擊的人報警後於事無補，也沒有記者願意報道。他們部分人最後妻離子散甚至露宿街頭。

### 新澳門學社
1992年7月，區錦新與吳國昌等人成立民主派團體新澳門學社，該團體表現積極，以「立足於澳門，研究澳門社會狀况，推動本地區現代化發展」爲宗旨，以專業知識去研究澳門社會各方面的議題，並監督政府履行其社會政策，區錦新和吳國昌充分利用立法會議員的權力，圍繞澳門民生問題及政府施政失誤提出多個議案，以及反映市民訴求，得到不少市民支持，讓新澳門學社成為在監督政府施政方面表現得最積極的澳門社團以及成為當地最重要的民主派社團之一。

### 反對離保法案
2013至2014年，澳門政府在沒有經過公開諮詢下，強行訂立《候任、現任及離任行政長官及主要官員的保障制度》（簡稱「離保法」），賦予澳門特別行政區行政長官和主要官員巨額離職補償金，以及在任特首享有凌駕司法系統的刑事豁免權。2014年5月25日，約20,000名市民上街要求撤回法案，是1989年聲援北京學運的遊行以來當地最大型的遊行，同日政府同意將法案送還立法會委員會重新審議。5月27日，有約7,000名市民包圍立法會，要求行政長官崔世安下台和撤回方案，立法會原先否決「撤回」的動議，最終通過接納崔世安的要求面刪除表決法案議程。5月29日，崔世安宣佈撤回法案。
由於事件是澳門新一代公民運動，故有「光輝五月」之稱，亦由於澳門在一二三事件起已被視為「中共的解放區」，故該次遊行活動打破了澳門作為「解放區」的形象。對於白色恐怖會否再次重臨，外界認為關連性不大，例如吳國昌認為如沿用當年政治鬥爭式的打壓，對政府管治只會有反作用，昔日只要打擊當中的一小撮人便能消滅反對聲音，但如果在現時用同樣的手法只會打散民間力量，製造機會讓更多人覺醒，將原本只是宣洩不滿的「快樂抗爭」轉化成真正的抗爭。

### 參政空間被限縮
2021年7月9日，三組民主派候選人被選舉管理委員會指不擁護《基本法》或不效忠中華人民共和國澳門特別行政區被取消資格。多名現任或曾任議員包括民主派元老吳國昌，新澳門學社議員蘇嘉豪，第四届澳门立法会议员陈伟智等被認定不具被選資格，而同被視為非建制派的高天賜則沒有被取消資格。其中直選議員蘇嘉豪早前已簽署有關選舉聲明書，但仍被認定不具被選資格。選舉管理委員會主席唐曉峰稱保安司提供候選人不擁護基本法或澳門政府的資料。
澳門終審法院於同年7月31日裁定，參選人組織和參與悼念六四事件或已故諾貝爾和平獎得主劉曉波的活動，含有結束一黨專政、零八憲章等要求變更政體的字眼，屬誹謗中國政府，破壞憲政秩序，因此可被視為不擁護澳門《基本法》與不效忠澳門特區，法院表示依法作出不具備參選資格的判決。
2023年，因應澳門當局修訂《國家安全法》，1989年六四事件期間成立的老牌民主派政黨澳門民主發展聯委會（民聯會）成為澳門第一個自行解散的政治團體。

### 區錦新被捕
2025年7月30日，澳門資深民主派議員區錦新涉嫌違反《維護國家安全法》第十三條「與澳門特別行政區以外的組織、團體或個人建立聯繫作出危害國家安全的行為」的罪名，被澳門司法警察局維護國家安全執法機構逮捕，移交檢察院偵辦。司警指區錦新自2022年起涉嫌勾連多個境外反華組織，向對方「提供大量不實且具煽動性的資料，供其在境外及網上持續公開展覽之用」，並利用有關組織或其所營媒體「提供不實的本澳資訊以作宣傳和傳播之用，藉此引起本澳居民甚至不明真相的各國民眾對我國中央政府和澳門特區政府的仇恨、破壞本澳2024年行政長官選舉和引致外國對本澳採取敵對行動」。區錦新成為澳門新版國安法生效以來首位被捕人士。

## 選舉

### 立法會選舉
| 選舉 | 民選得票 | 民選得票比例 | 民選議席 | 增減   | 政府   |
| ---- | -------- | ------------ | -------- | ------ | ------ |
| 2001 | 22,212 ━ | 27.43 ━      | 2 / 12   | 不適用 | 少數派 |
| 2005 | 23,489▲  | 28.75▲       | 2 / 12   | ━      | 少數派 |
| 2009 | 47,987▲  | 33.83▲       | 3 / 12   | ▲1     | 少數派 |
| 2013 | 39,727▼  | 27.13▲       | 4 / 14   | ▼1     | 少數派 |
| 2017 | 46,442▲  | 26.90▼       | 4 / 14   | ▲1     | 少數派 |
| 2021 | 18,235▼  | 13.81▼       | 2 / 14   | ▼2     | 少數派 |

## 政治组织
- 新澳門學社
- 澳門社區發展新動力
- 新希望